# Alison Harris (Schauspielerin)
Alison Harris (* 7. Mai in Shropshire, England) ist eine britische Theater- und Filmschauspielerin.

## Leben
Harris ist schottischer Abstammung. Sie besuchte von 1998 bis 2002 die Woodhouse High School, von 2002 bis 2004 das Sutton Coldfield College, wo sie das Studienfach Schauspiel belegte. Sie studierte von 2005 bis 2008 an der Bath Spa University Schauspiel und schloss die Universität mit dem Bachelor of Arts ab. Sie lebte und arbeitete einige Jahre in Kanada.
Erste Filmerfahrung sammelte sie 2008 durch ihr Mitwirken im Kurzfilm Keeping Your Head. Sie war von 2011 bis 2012 Teil des Ensembles des Catfoot Theatre in Nottingham. 2013 folgte eine Besetzung in einer Episode der Fernsehserie Peaky Blinders – Gangs of Birmingham. 2014 war sie in dem Horrorfilm Testament of Youth zu sehen. Sie spielte in einer Episode der Seifenoper Doctors mit und hatte im gleichen Jahr eine Rolle in Arthur und Merlin. Harris spielte auf den Edinburgh Festival Fringe mit.
Schon früh wurde auch ihr Interesse an diversen Arbeiten hinter der Kamera geweckt. So wirkte sie 2009 als Produktionsassistentin für die Filme Harry Potter und die Heiligtümer des Todes – Teil 1 und Harry Potter und die Heiligtümer des Todes – Teil 2 mit. Es folgten Fast & Furious 6 und zwei Kurzfilme.
2019 erschien der Film Lost on Loop, für den sie das Drehbuch schrieb und für die Regie verantwortlich war.

## Filmografie

### Schauspielerin
- 2008: Keeping Your Head (Kurzfilm)
- 2013: Peaky Blinders – Gangs of Birmingham (Fernsehserie, Episode 1x01)
- 2014: Testament of Youth
- 2015: Doctors  (Fernsehserie, Episode 16x181)
- 2015: Arthur und Merlin Arthur and Merlin
- 2016: Tall Tale (Kurzfilm)
- 2018: Retrouvaille (Kurzfilm)
- 2019: Small Town Hero
- 2019: EveryBody Matters

### Regie/Drehbuch
- 2019: Lost on Loop

## Theatergrafie (Auswahl)
- 2011–2012: Cowboy Baby (Catfoot Theatre)